# Miranda (država u Venezueli)
Miranda (španjolski. Estado Anzoátegui) je jedna od 23 savezne države Venezuele, koja se nalazi na sjeveru zemlje.
Administrativni centar države je Los Teques, Industrijski centar i rezidencijalna zona nedalekog Caracasa.

## Karakteristike
Miranda ima 2,675,165 stanovnika koji žive na površini od 7,950 km²-
Država je sa sjeveroistoka omeđena Karipskim morem. S juga graniči sa saveznom državom Guárico, a sa zapada Araguom i Distriktom glavnog grada Caracasa.
Ime je dobila po Franciscu de Mirandi, revolucionaru koji je utro put nezavisnosti Latinske Amerike.
Planinski sjever od juga razdvaja rijeka Tuy koja teče prema istoku i Karipskom moru. Miranda je ruralna država, koja visoko doprinosi venecuelanskoj poljoprivredi. To je naročito povećano nakon realizacije velikih državnih projekata navodnjavanja, jer su tako dobivene dodatne ratarske površine. Gotovo polovicu venecuelanske proizvodnje kakaa daje regija Barlovento iz Mirande uz susjedne terene po dolini rijeka Tuy u Državi Anzoátegui.
Po višim terenima prostiru se plantaže kave, dok se po dolinama uzgaja šećerna trska, citrusi, povrće (uključujući avokado) i banane. U Mirandi se također proizvodi pamuk, kukuruz, kikiriki, manioka, lukovice i kokos. Za privredu Mirande su također važni turizam i ribolov.
U Mirandi dobar dio stanovnika živi po selima, iznimka je sjeverozapad, kraj pored glavnog grada Caracasa, koji je postao metropolitanska zona Caracasa. 
Država Miranda je ispresjecana mrežom autocesta, i sam glavni grad Los Teques leži na Panameričkoj autocesti.

## Vanjske poveznice
- Miranda na portalu Venezuelatuya (šp.)
- Miranda na portalu Encyclopedia Britannica (engl.)